# Queen Ultimate
Queen Ultimate – wydany 13 listopada 1995 roku album kompilacyjny zespołu Queen. Został wydany w limitowanym nakładzie 15000 egzemplarzy. Zawiera 20 płyt CD ze wszystkimi osiemnastoma albumami studyjnymi wydanymi w latach 1973-1995. Queen Ultimate został wydany tydzień po wydaniu Made in Heaven. 3000 zestawów było dostępnych w Wielkiej Brytanii, 1850 w Niemczech, 1200 w Australii, 1200 w krajach Beneluksu, 1000 w Brazylii, 900 w Japonii i kilkaset w USA.

## Zestaw 20 płyt[3]
| Nr | Nazwa albumu         | Długość |
| -- | -------------------- | ------- |
| 1  | Queen                | 38:26   |
| 2  | Queen II             | 40:46   |
| 3  | Sheer Heart Attack   | 38:58   |
| 4  | A Night at the Opera | 43:11   |
| 5  | A Day at the Races   | 44:17   |
| 6  | News of the World    | 39:20   |
| 7  | Jazz                 | 44:43   |
| 8  | Live Killers         | 1:30:07 |
| 9  | The Game             | 35:39   |
| 10 | Flash Gordon         | 35:11   |
| 11 | Hot Space            | 43:29   |
| 12 | The Works            | 37:30   |
| 13 | A Kind of Magic      | 53:27   |
| 14 | Live Magic           | 49:12   |
| 15 | The Miracle          | 52:12   |
| 16 | Innuendo             | 53:43   |
| 17 | Live at Wembley '86  | 1:50:43 |
| 18 | Made in Heaven       | 1:10:21 |